# 栗额斑翅鹛
栗额斑翅鹛（学名：Actinodura egertoni），又名锈额斑翅鹛。是画眉科斑翅鹛属的一种，分布于印度、缅甸、不丹、中国大陆和尼泊尔。该物种的保护状况被评为无危。
栗额斑翅鹛的平均体重约为36.0克。栖息地包括亚热带或热带的湿润低地林、亚热带或热带的高海拔疏灌丛和亚热带或热带的湿润山地林。该物种的模式产地在尼泊尔。

## 亚种
- 栗额斑翅鹛指名亚种（学名：Actinodura egertoni egertoni）。分布于尼泊尔、锡金、不丹、印度以及中国大陆的西藏等地。该物种的模式产地在尼泊尔。[3]
- 栗额斑翅鹛云南亚种（学名：Actinodura egertoni ripponi）。分布于缅甸以及中国大陆的云南等地。该物种的模式产地在缅甸Mt.Victoria,ChinHill。[4]